# Kirche Matt (Glarus)

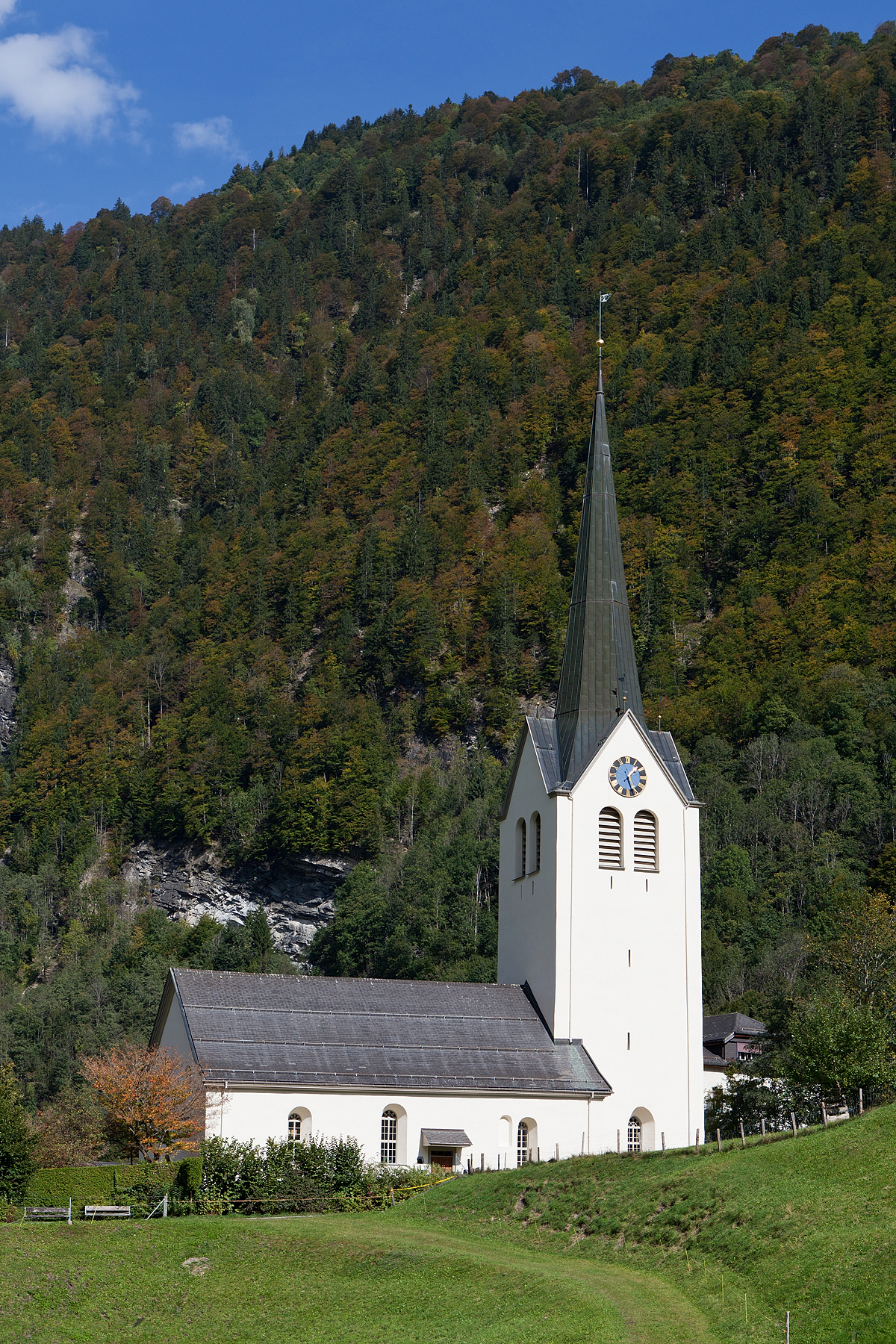
Kirche Matt

Die Kirche Matt ist ein Kirchengebäude der reformierten Kirchgemeinde Matt-Engi in der Ortschaft Matt GL der Gemeinde Glarus Süd des Schweizer Kantons Glarus.

## Geschichte
Die erste Kapelle wurde zwischen 1261 und 1273 gebaut. Im Jahr 1273 ist diese zur Kirche Matt erhoben worden; sie ist ein Wahrzeichen des Ortes Matt. 
Die heutige Kirche stammt wahrscheinlich aus dem Jahr 1497 und ist die älteste erhalten gebliebene Kirche im Glarnerland. Im Innern befindet sich eine bedeutende spätgotische Holzdecke. 
Bis zum Loskauf der Glarner 1395 waren die Matter dem Kloster Säckingen abgabepflichtig. Seit dem Übergang zur Reformation 1528 bilden Matt und Engi eine gemeinsame Kirchgemeinde.

## Orgel und Glocken
Auf der Empore steht eine Orgel mit 16 Registern auf zwei Manualen und Pedal, die 1981 von der Manufaktur Orgelbau Kuhn gebaut wurde. Dieses Instrument ersetzte eine Orgel der Werkstatt Heinrich Spaich aus dem Jahr 1900 mit 14 Registern, das 1959 von Späth Orgelbau umgebaut und erweitert worden war.
Im massiven Kirchturm auf der Ostseite des Kirchenschiffs hängen drei historisch wertvolle Kirchenglocken.
- Glocke 1 wurde 1597 von Peter VI. Füssli, Zürich gegossen, Sie wiegt etwa 900 kg, der Schlagton ist f'.
- Glocke 2 wurde in der 2. Hälfte des 13. Jahrhunderts von einem unbekannten Giesser gegossen. Sie wiegt etwa 320 kg, sie klingt auf Ton c".
- Glocke 3 wurde ebenfalls im 13. Jahrhundert gegossen, auch hier kennt man des Giesser nicht. Sie wiegt etwa 230 kg und hat den Ton fis".

## Nachweise
1. ↑  Orgelverzeichnis Schweiz und Liechtenstein:  Ref. Kirche Matt GL
2. ↑  SRF – Glocken der Heimat: Matt, reformierte Kirche

Koordinaten: 46° 57′ 47,8″ N, 9° 10′ 12″ O; CH1903: 731760 / 202809